# Ophintegrida
Super-ordre
Les Ophintegrida sont un super-ordre d'ophiures (échinodermes). 

## Taxonomie
Ce groupe, érigé en 2017, contient toutes les familles d'ophiures actuelles qui ne sont ni des Euryalida (3 familles) ni des Ophiurida (5 familles), ces deux ordres appartenant au groupe rival des Ophintegrida, les Euryophiurida, qui compte une majorité d'espèces d'eaux profondes. 

## Classification
Selon World Register of Marine Species (24 mars 2018) :
- ordre Amphilepidida O'Hara, Hugall, Thuy, Stöhr & Martynov, 2017
  - sous-ordre Gnathophiurina Matsumoto, 1915 
    - super-famille Amphiuroidea Ljungman, 1867
      - famille Amphiuridae Ljungman, 1867
      - famille Amphilepididae Matsumoto, 1915

    - super-famille Ophiactoidea Ljungman, 1867
      - famille Ophiactidae Matsumoto, 1915
      - famille Ophiopholidae O'Hara, Stöhr, Hugall, Thuy & Martynov, 2018
      - famille Ophiothamnidae O'Hara, Stöhr, Hugall, Thuy & Martynov, 2018
      - famille Ophiotrichidae Ljungman, 1867

  - sous-ordre Ophionereidina O'Hara, Hugall, Thuy, Stöhr & Martynov, 2017 
    - super-famille Ophiolepidoidea Ljungman, 1867
      - famille Hemieuryalidae Verrill, 1899
      - famille Ophiolepididae Ljungman, 1867 (restricted)

    - super-famille Ophionereidoidea Ljungman, 1867
      - famille Amphilimnidae O'Hara, Stöhr, Hugall, Thuy & Martynov, 2018
      - famille Ophionereididae Ljungman, 1867

  - sous-ordre Ophiopsilina Matsumoto, 1915 
    - super-famille Ophiopsiloidea Matsumoto, 1915
      - famille Ophiopsilidae Matsumoto, 1915
- ordre Ophiacanthida O'Hara, Hugall, Thuy, Stöhr & Martynov, 2017
  - sous-ordre Ophiacanthina O'Hara, Hugall, Thuy, Stöhr & Martynov, 2017
    - famille Clarkcomidae O'Hara, Stöhr, Hugall, Thuy & Martynov, 2018
    - famille Ophiacanthidae Ljungman, 1867
    - famille Ophiobyrsidae Matsumoto, 1915
    - famille Ophiocoamacidae (O'Hara, Stöhr, Hugall, Thuy, Martynov, 2018)
    - famille Ophiopteridae O'Hara, Stöhr, Hugall, Thuy & Martynov, 2018
    - famille Ophiotomidae Paterson, 1985

  - sous-ordre Ophiodermatina Ljungman, 1867 
    - super-famille Ophiocomoidea Ljungman, 1867
      - famille Ophiocomidae Ljungman, 1867

    - super-famille Ophiodermatoidea Ljungman, 1867
      - famille Ophiodermatidae Ljungman, 1867
      - famille Ophiomyxidae Ljungman, 1867
      - famille Ophiopezidae O'Hara, Stöhr, Hugall, Thuy & Martynov, 2018

  - Ophiacanthida incertae sedis
- ordre Ophioleucida O'Hara, Hugall, Thuy, Stöhr & Martynov, 2017 
  - famille Ophiernidae O'Hara, Stöhr, Hugall, Thuy & Martynov, 2018
  - famille Ophioleucidae Matsumoto, 1915
- ordre Ophioscolecida O'Hara, Hugall, Thuy, Stöhr & Martynov, 2017 
  - famille Ophiohelidae Perrier, 1893
  - famille Ophioscolecidae Lütken, 1869

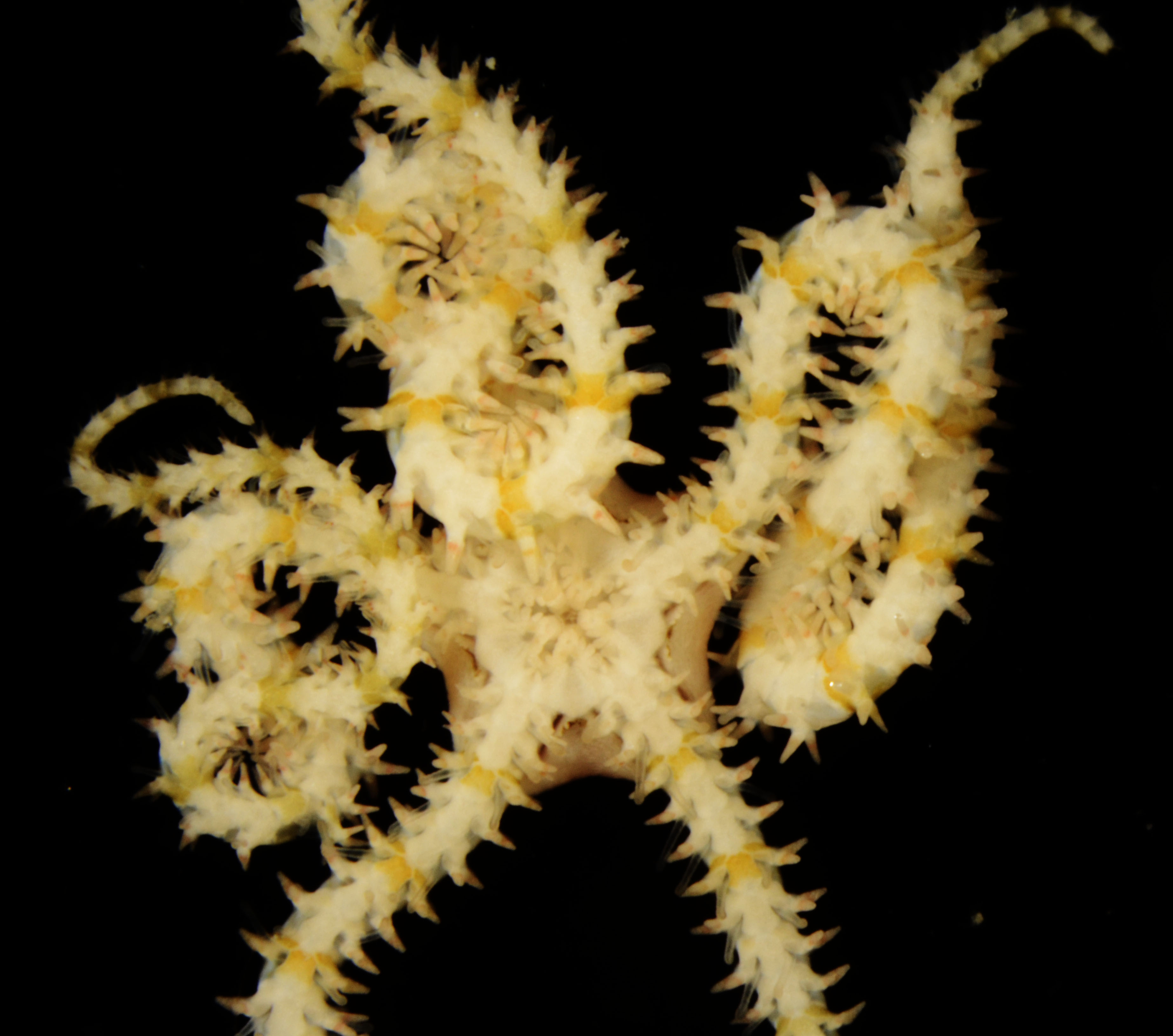
Amphioplus thrombodes, une Amphiuridae.
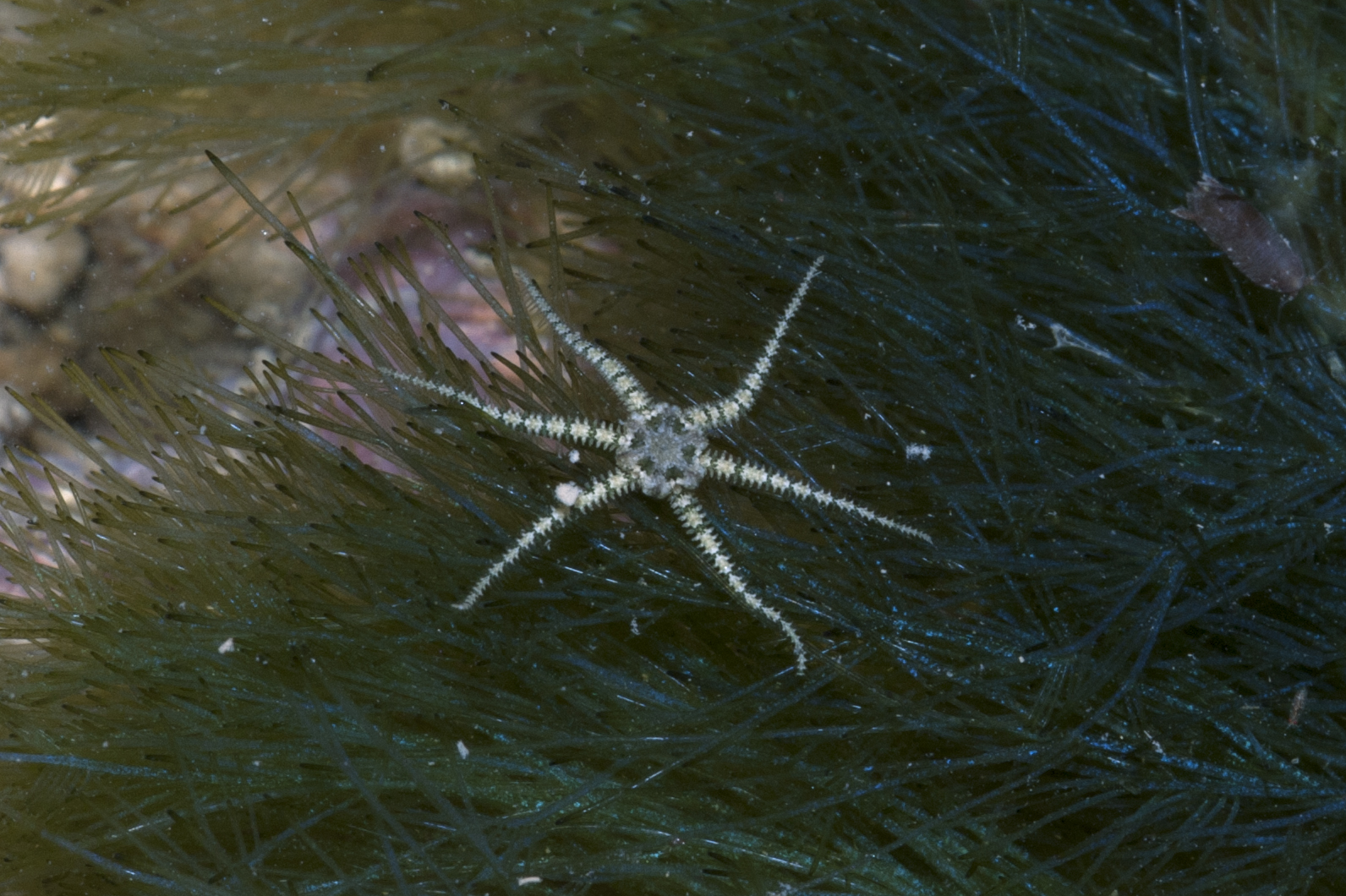
Ophiactis savignyi, une Ophiactidae.
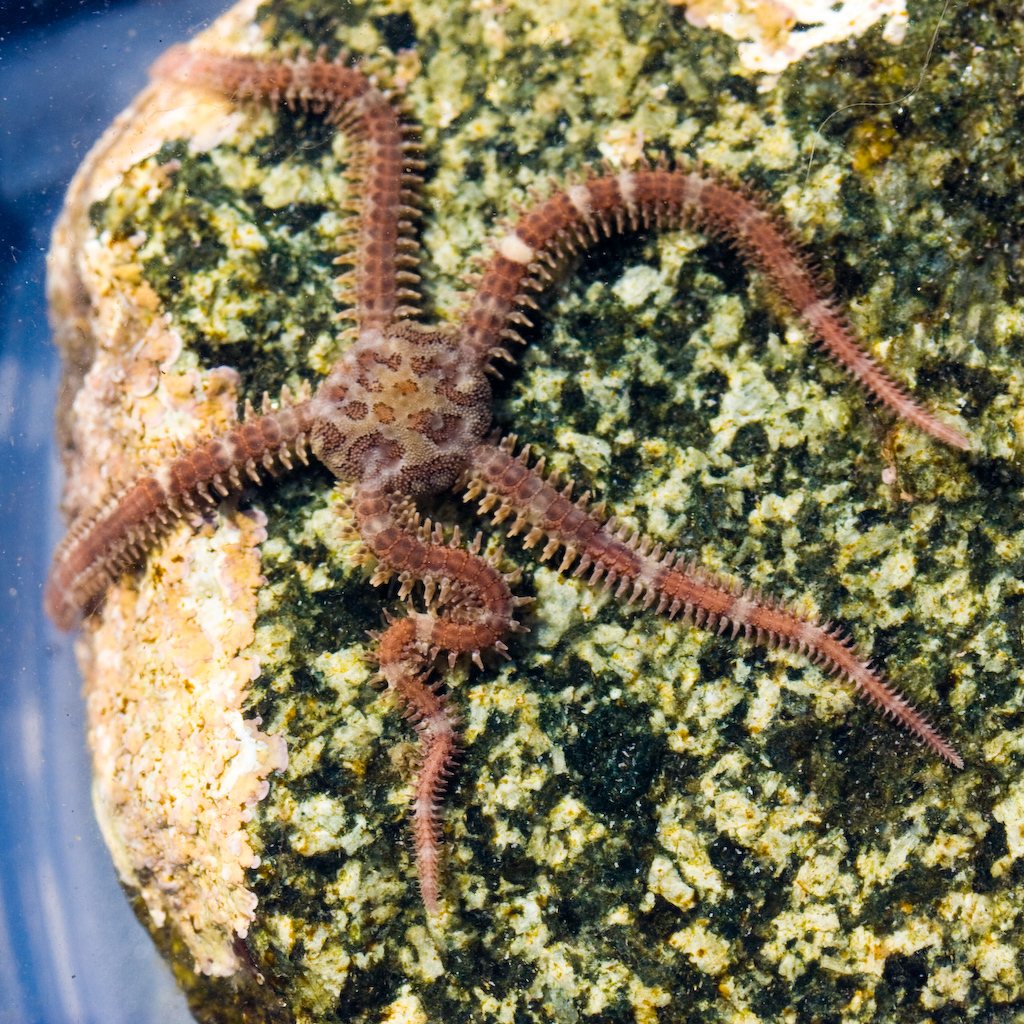
Ophiopholis aculeata, une Ophiopholidae.
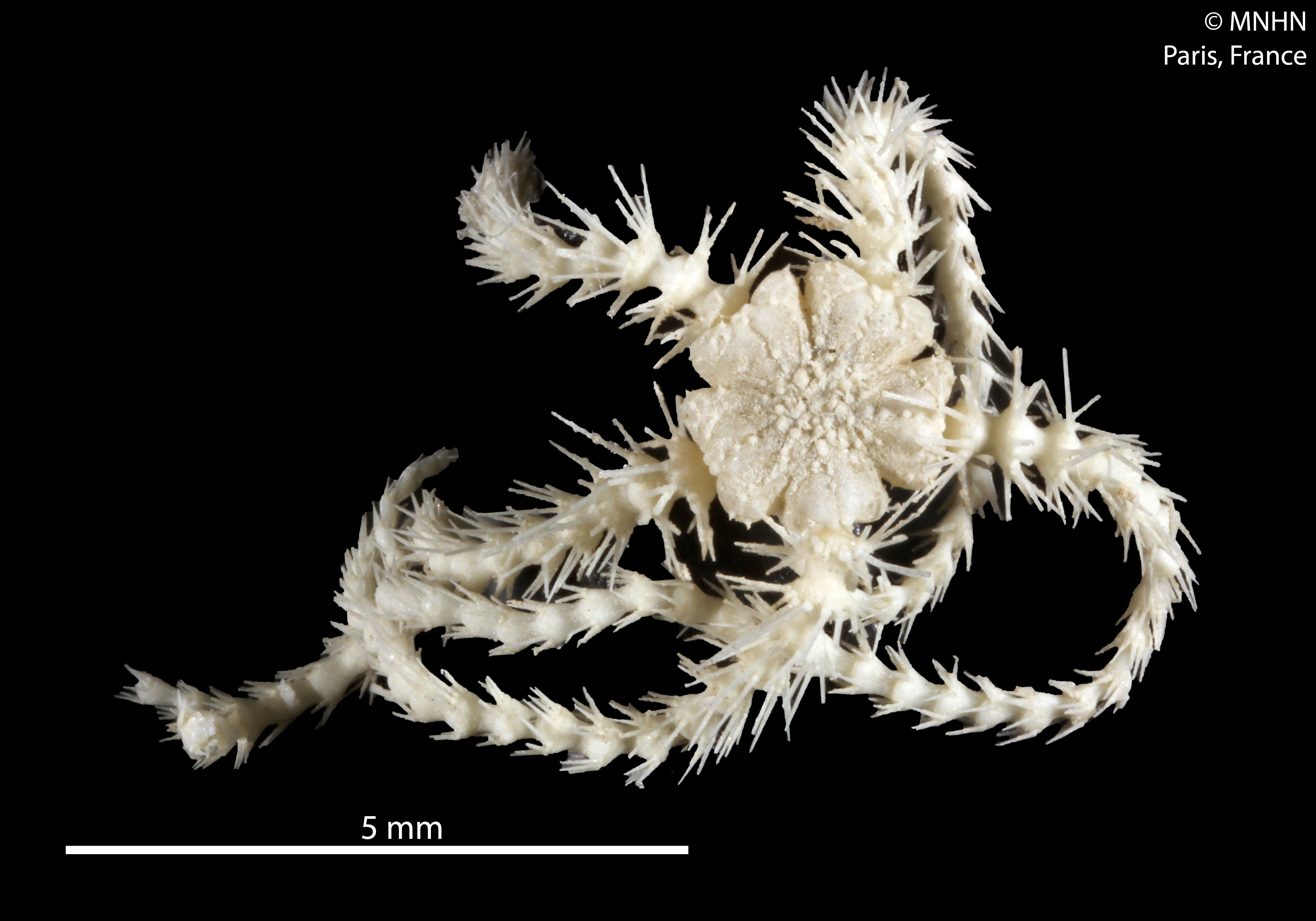
Ophiothamnus biocal, une Ophiothamnidae.
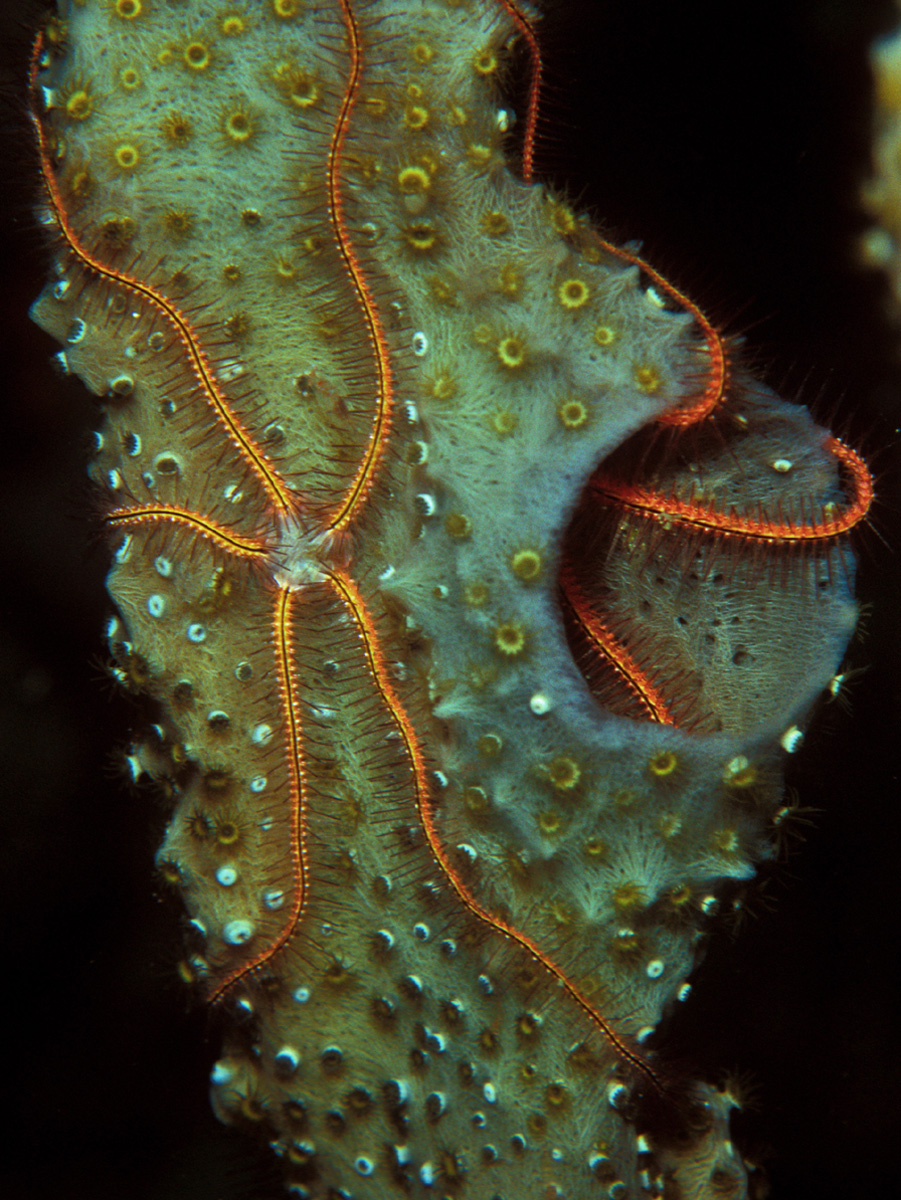
Ophiothrix suensonii, une Ophiotrichidae.
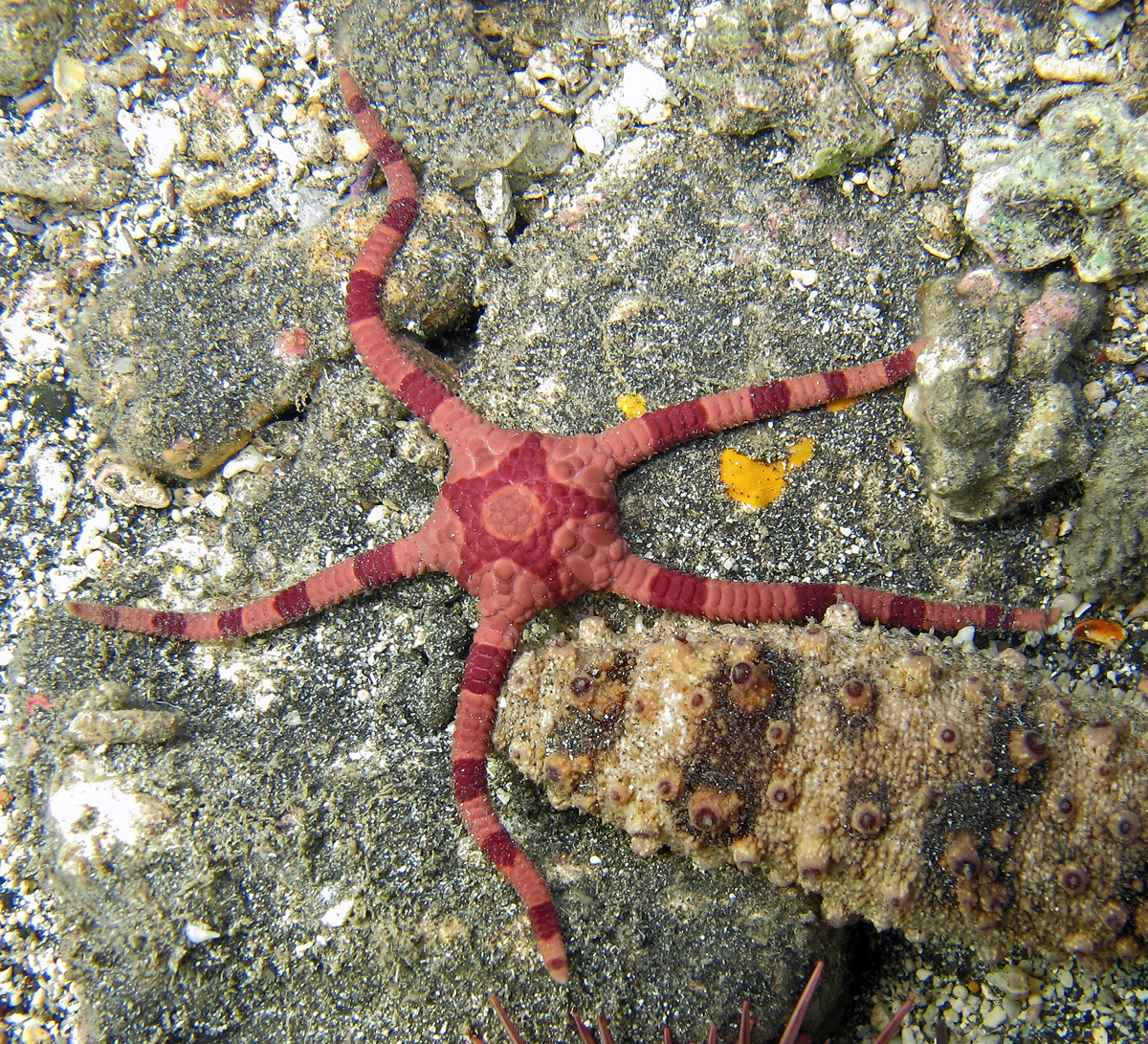
Ophiolepis superba, une Ophiolepididae.
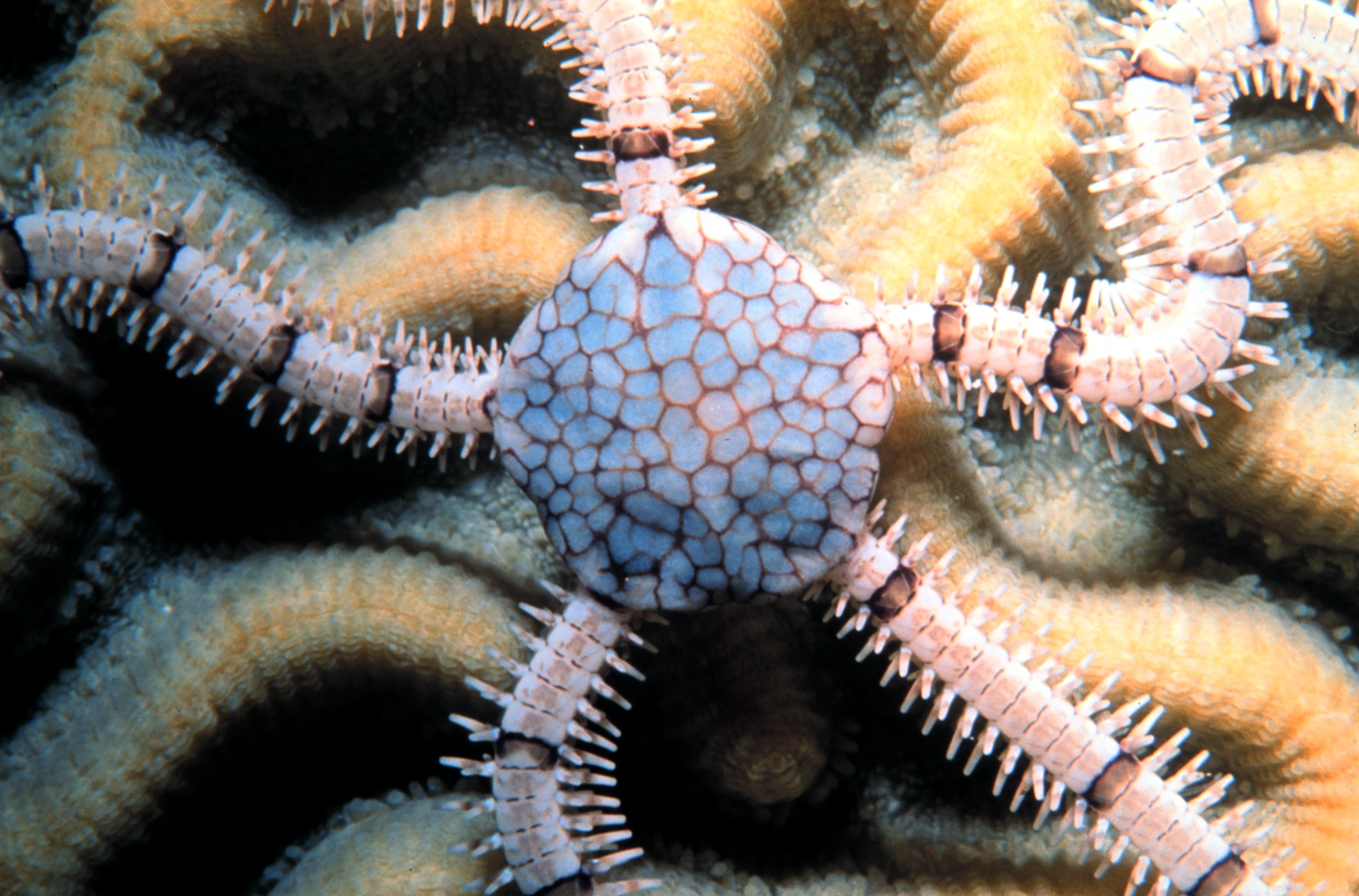
Ophionereis reticulata, une Ophionereididae.
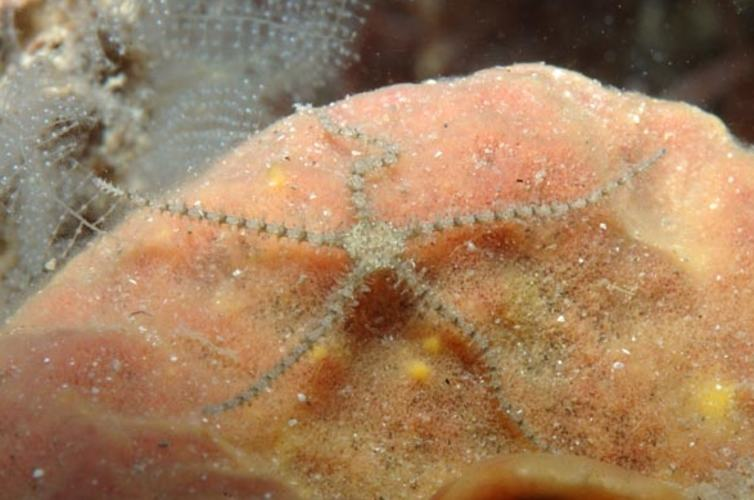
Ophiacantha alternata, une Ophiacanthidae.
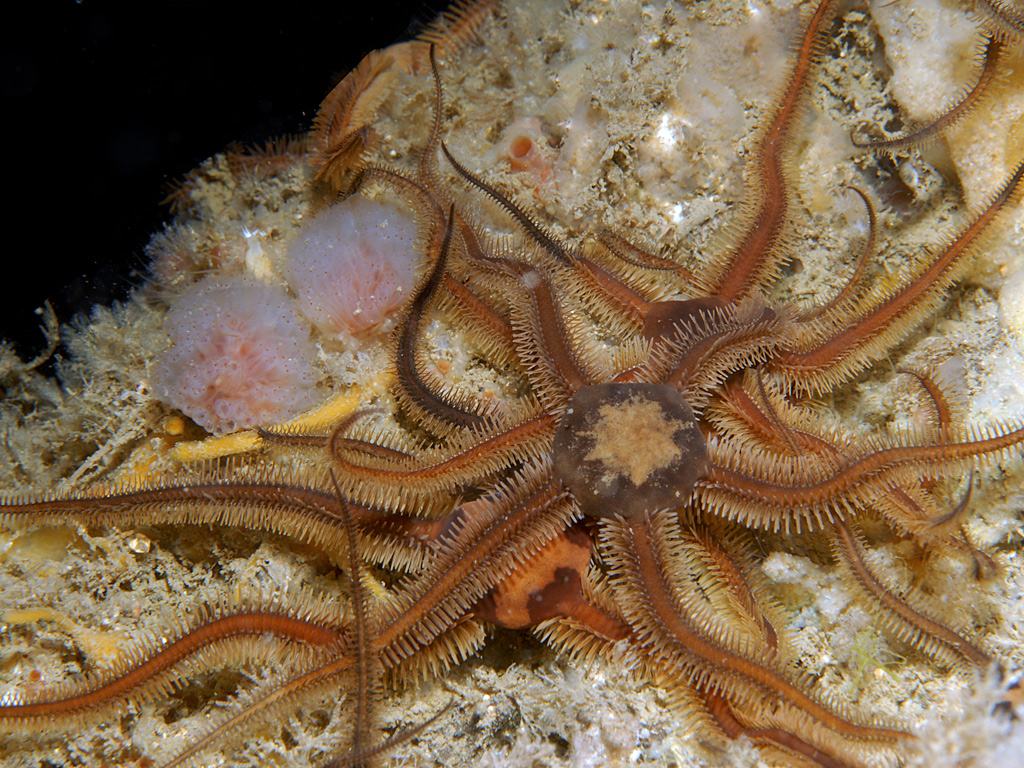
Ophiocomina nigra, une Ophiocomidae.
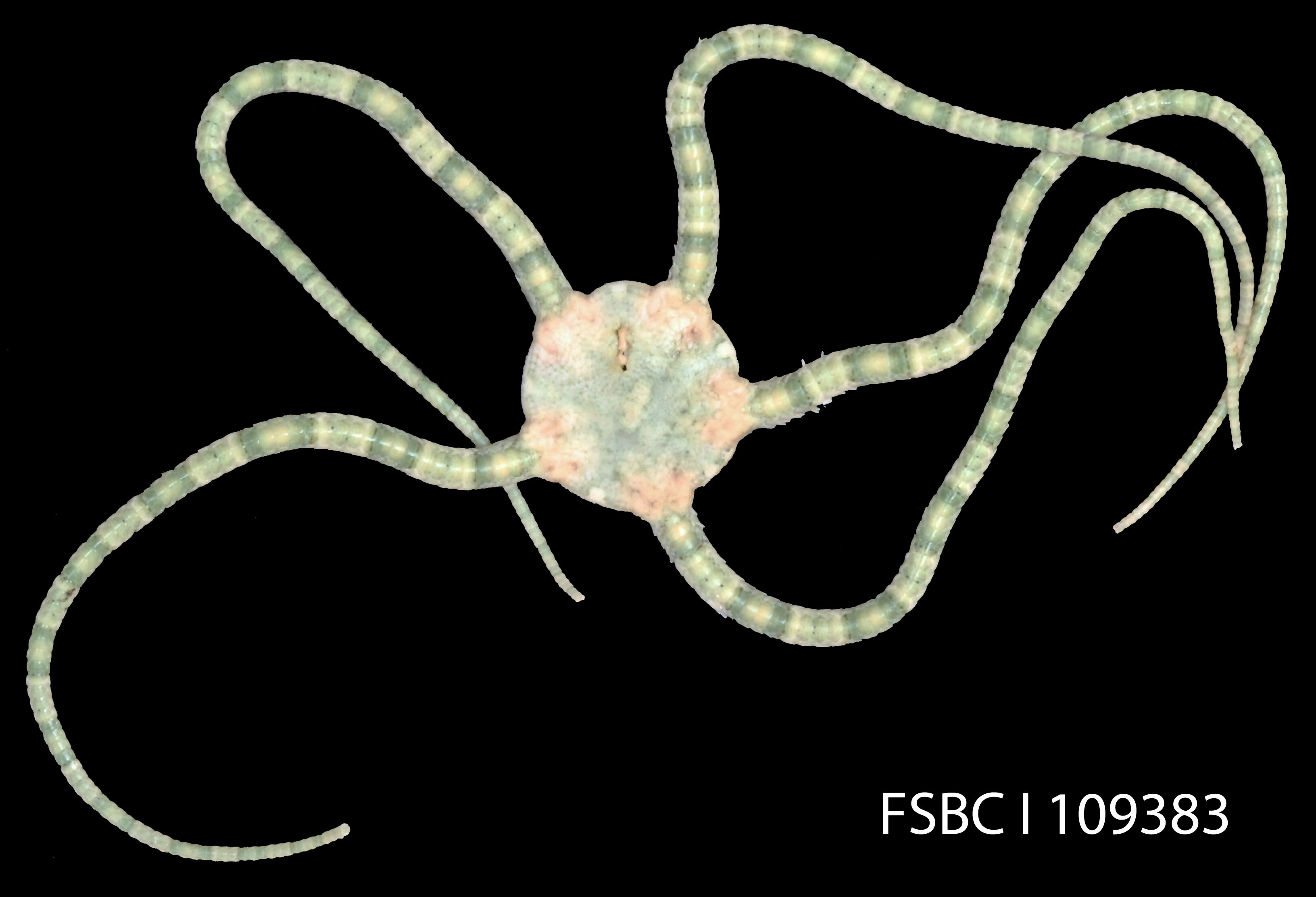
Ophioderma brevispina, une Ophiodermatidae.
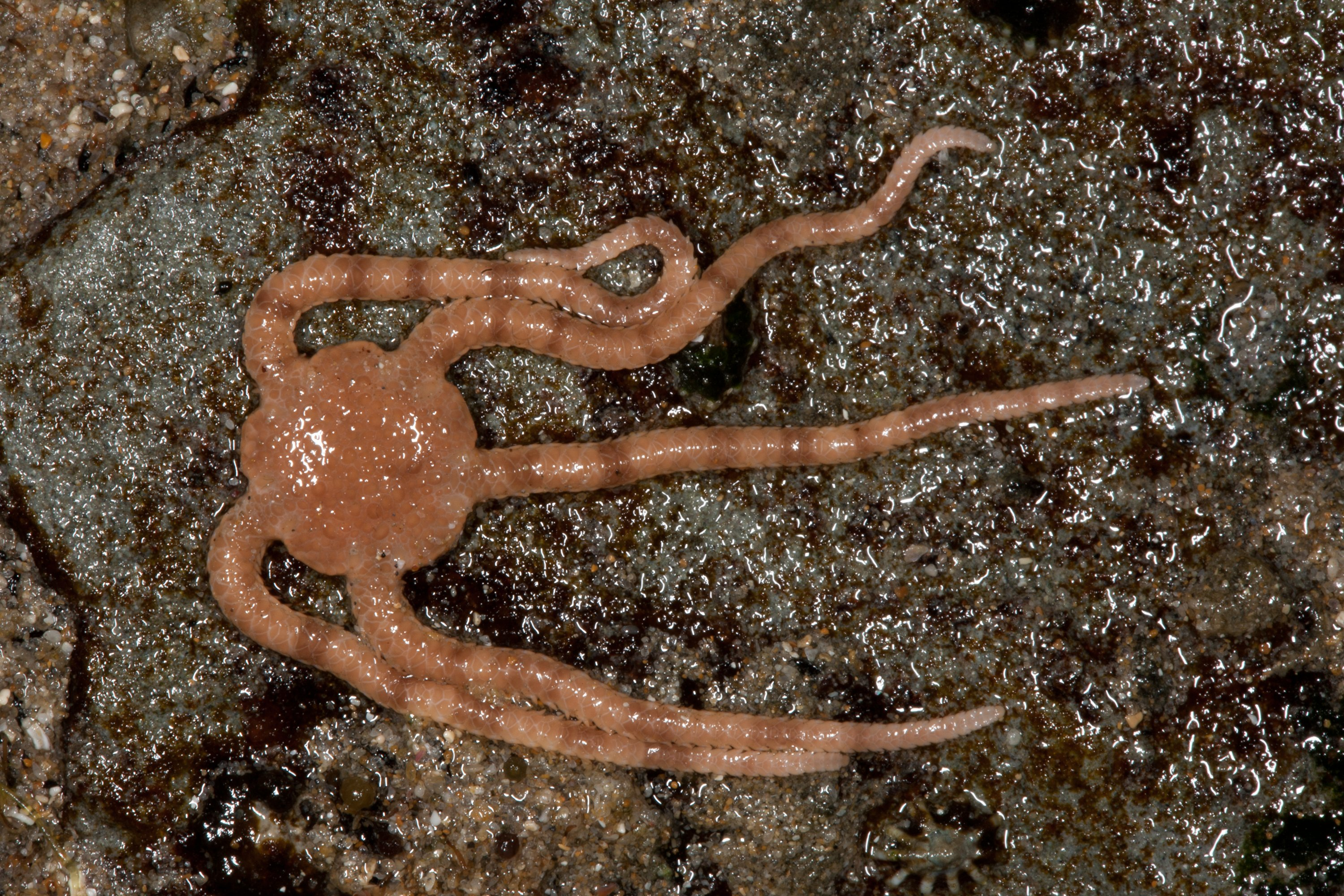
Ophioplocus bispinosa, une Hemieuryalidae.
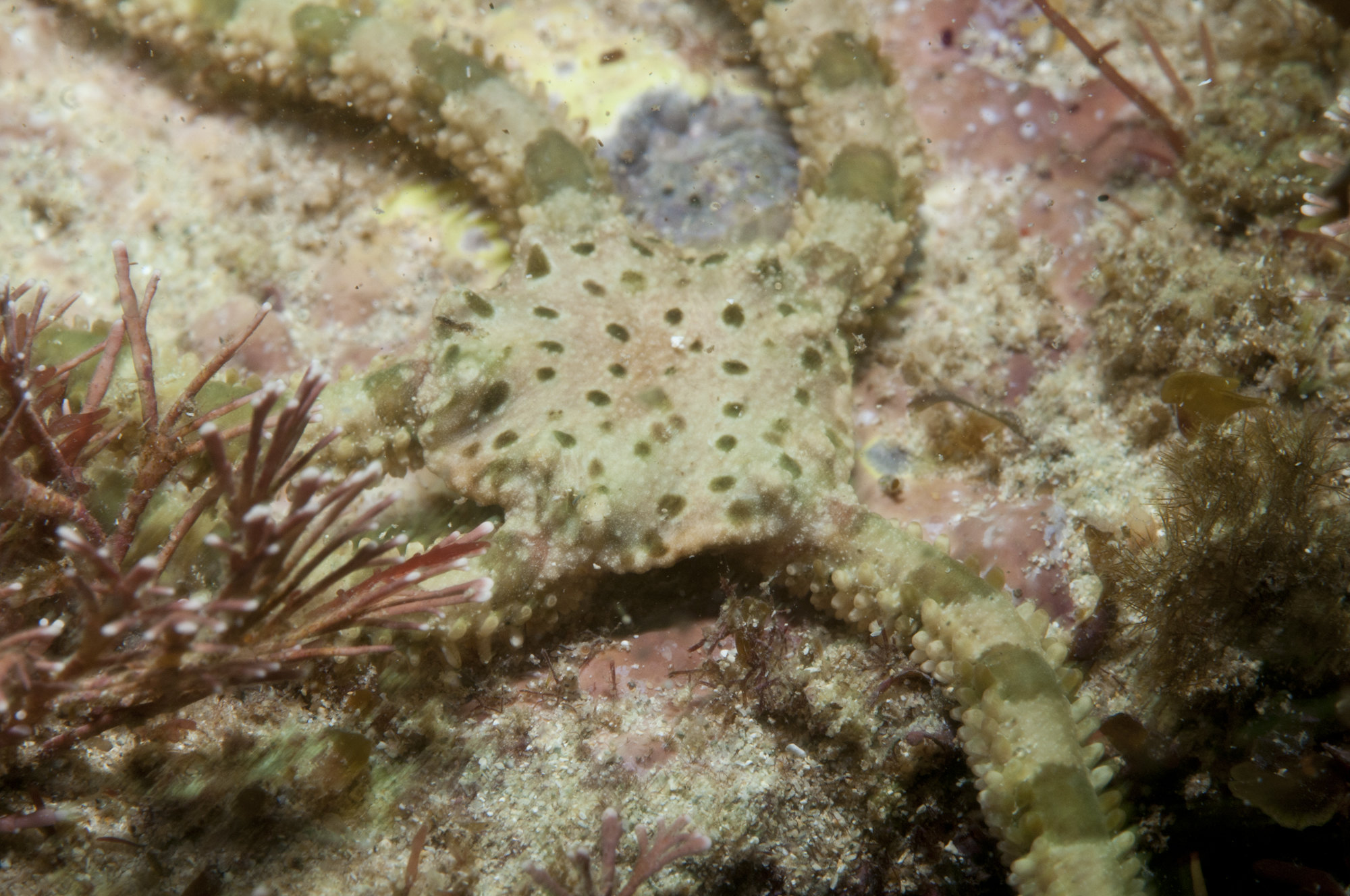
Ophiomyxa australis, une Ophiomyxidae.
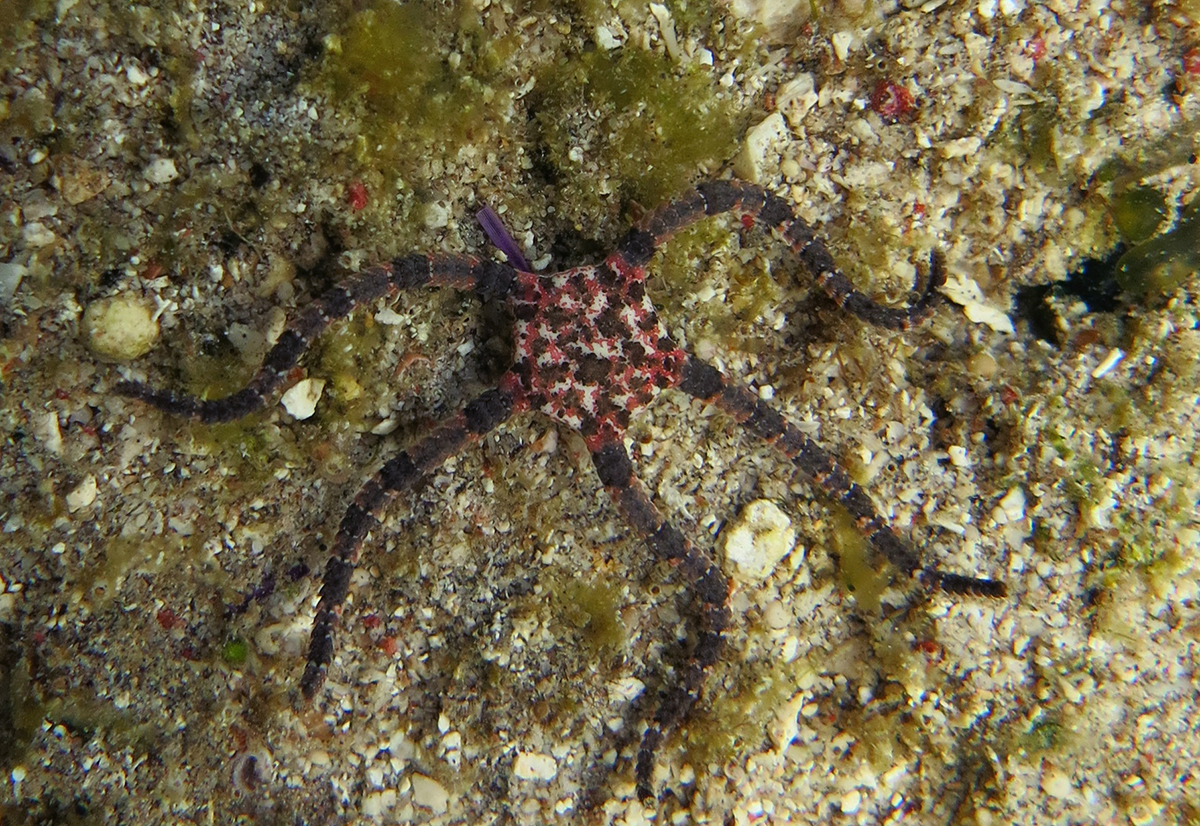
Ophiopeza cf. fallax, une Ophiopezidae.
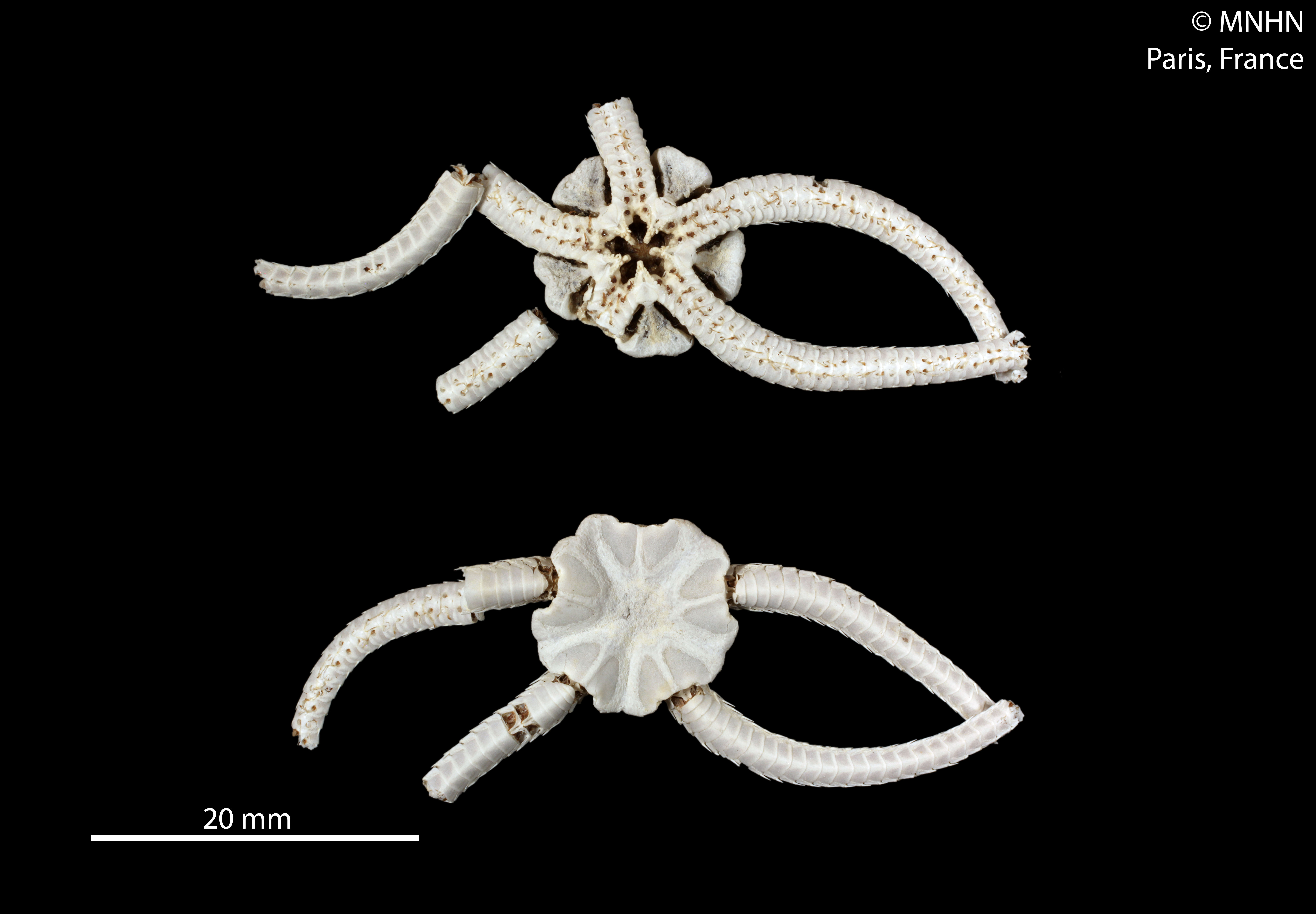
Ophiernus adspersus, une Ophiernidae.
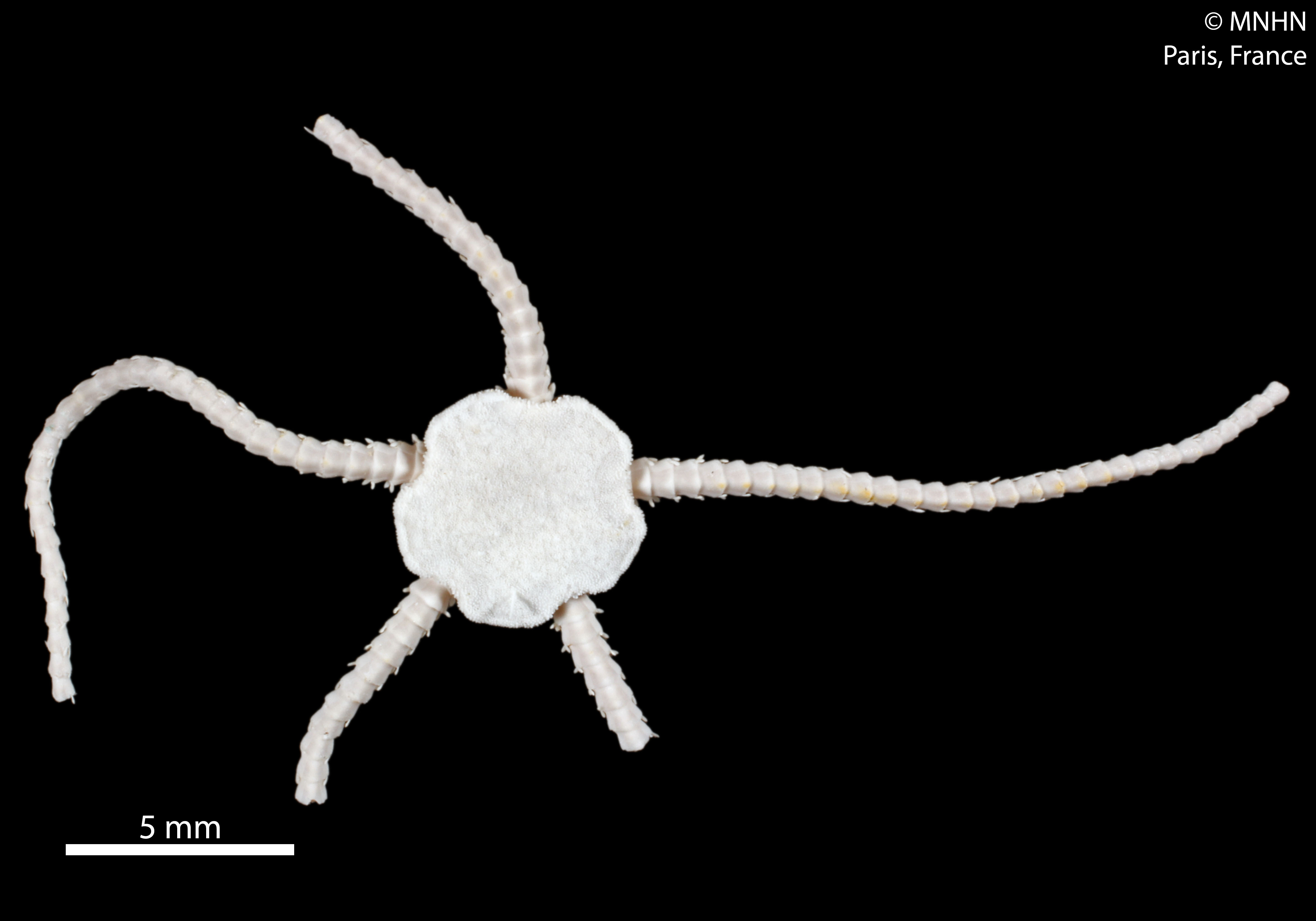
Ophioleuce seminudum, une Ophioleucidae.
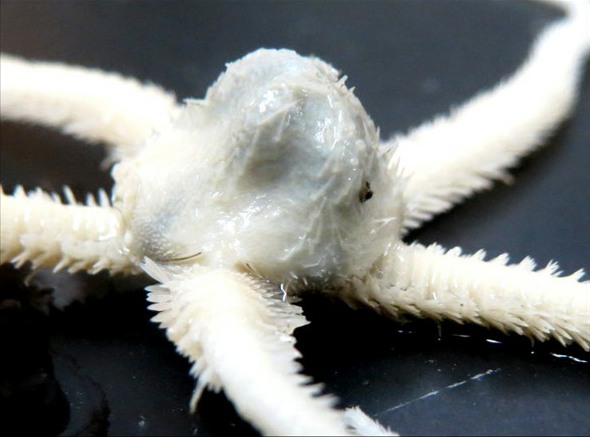
Ophiotholia spathifer, une Ophiohelidae.
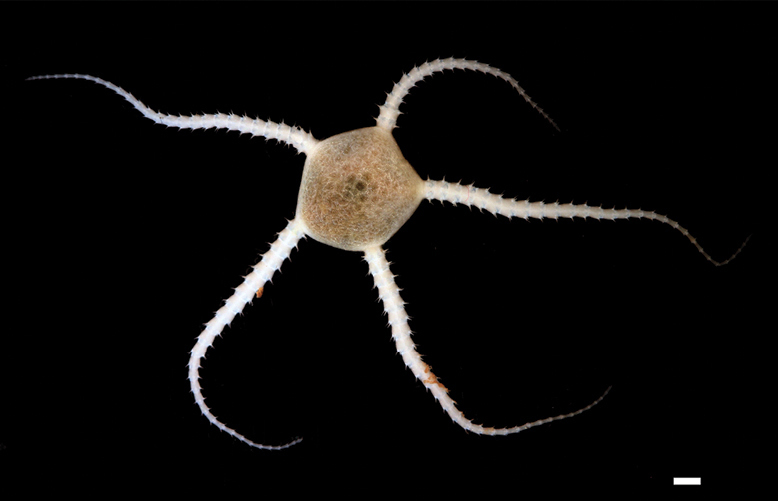
Ophiocymbium tanyae, une Ophioscolecidae.

## Publication originale
- (en) Timothy D O'Hara, Andrew F. Hugall, Ben Thuy, Sabine Stöhr et Alexander Vladimirovitch Martynov, « Restructuring higher taxonomy using broad-scale phylogenomics: The living Ophiuroidea », Molecular Phylogenetics and Evolution, Academic Press et Elsevier, vol. 107,‎ 8 décembre 2016, p. 415-430 (ISSN 1055-7903 et 1095-9513, PMID 27940329, DOI 10.1016/J.YMPEV.2016.12.006).